# Ian D'Sa
Ian Michael D'Sa (30 de octubre de 1975) es el guitarrista y junto con Jonathan Gallant la segunda y tercera voz, respectivamente, de la banda canadiense de punk rock Billy Talent.

## Biografía
Ian nació en el suburbio de Ealing, en el oeste de Londres, Reino Unido. Su familia se mudó a Canadá cuando tenía 3 años. Tiene ascendencias portuguesas e indias, exactamente de Goa, y creció en Mississauga, Ontario, aprendiendo a tocar la guitarra con 13 años. En 1991, cuando asistía a Our Lady of Mount Carmel Catholic Secondary School, formó una banda llamada "Dragon Flower" con algunos compañeros de clase. Después de que Dragon Flower se separara, formó otra banda llamada "Soluble Fish" y grabó una demo de cinco canciones llamada "Nugget Sauces". Con el tiempo conoció a Benjamin Kowalewicz, Jonathan Gallant y Aaron Solowoniuk en 1993 en el concurso de talentos del instituto. Mientras tocaba en Soluble Fish, empezó una nueva banda con ellos llamada Pezz (más tarde Billy Talent), actuando juntas en espectáculos hasta que Soluble Fish se separó en 1996. Todavía tocando con Pezz, D'Sa fue a Sheridan College donde obtuvo su título en animación clásica y trabajó en los programas de televisión Angela Anaconda, Birdz y la película Adventures en IMAX 3D como animador de carácter. Pezz cambió su nombre a Billy Talent unos pocos años después en 1998.

## Billy Talent
En 2000 Pezz cambió su nombre a Billy Talent por el personaje ficticio del libro de Michael Turner Hard Core Logo (adaptado en película por Bruce McDonald). D'Sa coprodujo el álbum Billy Talent II junto a Gavin Brown. También hizo dirección de arte y diseño de paquetes en el mismo álbum. Obtuvo créditos de codirección en el vídeo de "Fallen Leaves", por el que la banda ganó el premio al Mejor Vídeo y Mejor Vídeo de Rock en los MuchMusic Video Awards de 2007.
Lanzado en septiembre de 2012, el cuarto álbum de la banda, Dead Silence, está enteramente producido por el guitarrista Ian D'Sa.
D'Sa produjo primero dos singles en el EP de Die Mannequin Slaughter Daughter, "Do It or Die" y "Saved By Strangers". Tocó la guitarra en la canción de Sarah Slean "Lucky Me". Hizo un cameo en el sencillo de The Operation M.D. "Sayonara" como un médico poniendo a Stevo en una silla de ruedas. También hizo un breve cameo en una foto de un anuario en el vídeo de K-OS de "ELEctrik HeaT – the seekwiLL". También ha aparecido como invitado cantando coros durante algunos conciertos de Alexisonfire en directo.
Ian es conocido por sus apariciones inesperadas en los conciertos de bandas amigas. También se unió a Sum 41 como guitarrista invitado para una única actuación de su conocida canción "Pain for Pleasure". También actuó como invitado en un espectáculo con la banda británica Reuben en 2006, mientras esta apoyaba a Billy Talent.
Ian produjo el primer sencillo, "Buried at Sea", del segundo disco de estudio de The Operation M.D. Birds + Bee Stings, que fue lanzado el 29 de junio de 2010.
D'Sa ha estado involucrado con Song for Africa desde 2007, un proyecto para conectar a la juventud de Canadá con la pandemia de sida, tocando la guitarra en la canción, vídeo y sencillo. En julio de 2007 viajó a Kenia, África, durante 10 días para ser parte de la película documental de Song for Africa. Ian también escrició y grabó la canción "Land of a Thousand Hills" para el álbum benéfico Song for Africa - Rwanda: Rises Up! en el que canta como vocalista principal y toca la guitarra con la banda canadiense de punk rock Noble Blood.
En noviembre de 2012, D'Sa contribuyó con un solo de guitarra para el sencillo benéfico "Toast to Freedom" grabada por Anti-Flag para Amnistía Internacional. Ian toca el solo en el vídeo de la canción.